# Zebinella
Zebinella is een geslacht van weekdieren uit de klasse van de Gastropoda (slakken).

## Soorten
- Zebinella abbotti (Ladd, 1966) †
- Zebinella alarconi (Hertlein & Strong, 1951)
- Zebinella albida (C. B. Adams, 1845)
- Zebinella allemani (Bartsch, 1931)
- Zebinella ame (Woodring, 1928) †
- Zebinella angulata (Laseron, 1956)
- Zebinella azaniensis (Cox, 1927) †
- Zebinella barthelowi (Bartsch, 1915)
- Zebinella brandenburgi (Boettger, 1896) †
- Zebinella cochlearina (Meunier in Meunier & Lambert, 1880) †
- Zebinella concinna (Laseron, 1956)
- Zebinella constantinensis (Cossmann & Pissarro, 1902) †
- Zebinella corrugata (Cossmann & Pissarro, 1902) †
- Zebinella cylindrica (Preston, 1908)
- Zebinella decussata (Montagu, 1803)
- Zebinella degrangei (Cossmann & Peyrot, 1919) †
- Zebinella elegantula (Angas, 1880)
- Zebinella eleonorae (Boettger, 1901) †
- Zebinella evanida (G. Nevill & H. Nevill, 1881)
- Zebinella formosana (Nomura, 1935) †
- Zebinella fragileplicata (Beets, 1941) †
- Zebinella geikiei (Von Koenen, 1892) †
- Zebinella guadeloupensis Faber & Moolenbeek, 2013
- Zebinella herosae Faber, 2015
- Zebinella heterolira (Laws, 1941) †
- Zebinella janus (C. B. Adams, 1852)
- Zebinella liriope (Olsson & Harbison, 1953) †
- Zebinella mijana] (Ladd, 1866) †
- Zebinella mimbastaensis (Lozouet, 2011) †
- Zebinella minuta (Gabb, 1873) †
- Zebinella moellendorffi (Boettger, 1893)
- Zebinella mohrensterni (Deshayes, 1863)
- Zebinella oligopleura (Woodring, 1928) †
- Zebinella oyamai Itoigawa & Nishimoto, 1984 †
- Zebinella paumotuensis (Couturier, 1907)
- Zebinella princeps (C. B. Adams, 1850)
- Zebinella punctifera Faber, 2015
- Zebinella recticostulata (Cossmann & Peyrot, 1919) †
- Zebinella sororcula (Boettger, 1901) †
- Zebinella striatocostata (d'Orbigny, 1842)
- Zebinella striosa (C. B. Adams, 1850)
- Zebinella tenuistriata (Pease, 1868)
- Zebinella townsendi (Bartsch, 1915)
- Zebinella trigonostoma (Boettger, 1893)
- Zebinella varicosa (Boettger, 1906) †
- Zebinella vitiensis Faber, 2015
- Zebinella vredenburgi (Dey, 1962) †
- Zebinella zeltneri (de Folin, 1867)